# Condado de McDuffie
El condado de McDuffie (en inglés: McDuffie County), fundado en 1870, es uno de 159 condados del estado estadounidense de Georgia. En el año 2007, el condado tenía una población de 21 551 habitantes y una densidad poblacional de 32 personas por km². La sede del condado es Thomson. El condado recibe su nombre en honor al general George McDuffie. El condado también forma parte del área metropolitana de Augusta.

## Geografía
Según la Oficina del Censo, el condado tiene un área total de 690 km² (266,4 mi²), de la cual 673 km² (259,8 mi²) es tierra y 17 km² (6,6 mi²) (2.45%) es agua.

### Condados adyacentes
- Condado de Lincoln (noreste)
- Condado de Columbia (este)
- Condado de Richmond (este-sureste)
- Condado de Jefferson (sur)
- Condado de Warren (oeste)
- Condado de Wilkes (noroeste)

## Demografía
Según el censo de 2000,, los ingresos medios por hogar en el condado eran de $31 920, y los ingresos medios por familia eran $38 235. Los hombres tenían unos ingresos medios de $30 147 frente a los $20 499 para las mujeres. La renta per cápita para el condado era de $18 005. Alrededor del 18.40% de la población estaban por debajo del umbral de pobreza.

## Transporte

### Principales carreteras
- Interestatal 20
- U.S. Route 78
- U.S. Route 221
- U.S. Route 278
- Ruta Estatal de Georgia 10
- Ruta Estatal de Georgia 12
- Ruta Estatal de Georgia 17
- Ruta Estatal de Georgia 43

## Localidades
- Dearing
- Thomson